# 韓國軍事警察
軍事警察（韩语：／ Gunsa gyeongchal），前稱憲兵（韩语：／ Heon-byeong），是韓國國軍內部的執法兵科，也是陸軍、海軍、空軍及海軍陸戰隊各自的下屬部隊，負責軍紀維護、犯罪預防及調查等軍事司法警察勤務。韓國的軍警機構自第二次世界大戰結束以來，除憲兵外尚使用過軍監隊（군감대）、軍紀司令部（군기사령부）及搜查團（수사단）等不同名稱，在部隊組織、任務及指揮體系上經歷過數次改變。1953年至1960年間，全軍的憲兵一度由憲兵總司令部（헌병총사령부）統一領導，但後來又分散給陸海空軍自行管轄。

## 發展沿革

### 歷史背景
朝鮮半島曾在大韓帝國高宗時代以日本軍憲兵隊為藍本，仿效成立「憲兵司令部」，然而該部隊卻隨著1907年大日本帝國強制解散大韓帝國軍而作廢。隨著1945年二戰結束、日本殖民終止而進入美國軍政時期，統治半島南部的美軍政廳也不再恢復大韓帝國的日式憲兵，而是在韓國人組成的南朝鮮國防警備隊內設立美式憲兵。1947年3月15日，警備隊內成立了軍監隊，後又於1948年3月11日創立軍紀司令部，即軍警部隊之前身機構，而3月11日也因而定為韓國的憲兵日。

### 建國後

#### 憲兵時代（1948年－2020年）

韓戰時維持釜山港秩序的韓國海軍憲兵（1950年12月31日）

1948年8月15日大韓民國獨立、建軍，在12月5日正式採用憲兵為兵科名稱，陸軍本部及海軍本部均依據12月7日發布的《總統令第37號·國防部編制》於軍種本部內設憲兵監室（헌병감실，主官稱憲兵監）分管軍事警務、紀律及風紀相關事項，除此之外，還自1949年1月16日起正式在首都漢城（今首爾特別市）的龍山區開辦憲兵學校。截至韓戰時期，韓國空軍及韓國海軍陸戰隊亦已分別擁有憲兵隊。
在李承晚擔任韓國總統任內，憲兵的活動範圍擴張到軍隊之外，甚至涉入政務、反制異議人士:p314。1953年3月24日，統合陸海空三軍的憲兵總司令部[註1]經李氏指示而正式編成，名義上隸屬國防部，實際上直接由李本人指揮、命令:p262。該機構存在的7年間均由其親信元容德陸軍中將[註2]:p971擔任總司令，與陸軍特務部隊並列為韓軍兩支主要的政治干預力量:p314。1953年6月18日，作為韓戰戰俘營警衛任務執行單位的憲兵總司令部經李承晚授意而大舉釋放了釜山、光州、論山及牙山等地囚禁的數萬名反共戰俘，藉此向美軍為首的聯合國軍與朝、中兩軍間的停戰和談表達韓方反對立場，因而引發美國等國指責。憲兵總司令部在事後由陸軍參謀總長白善燁上將納入陸軍管理範圍，並藉由對美協商，使憲兵能獲得美方裝備支援:p262-266。

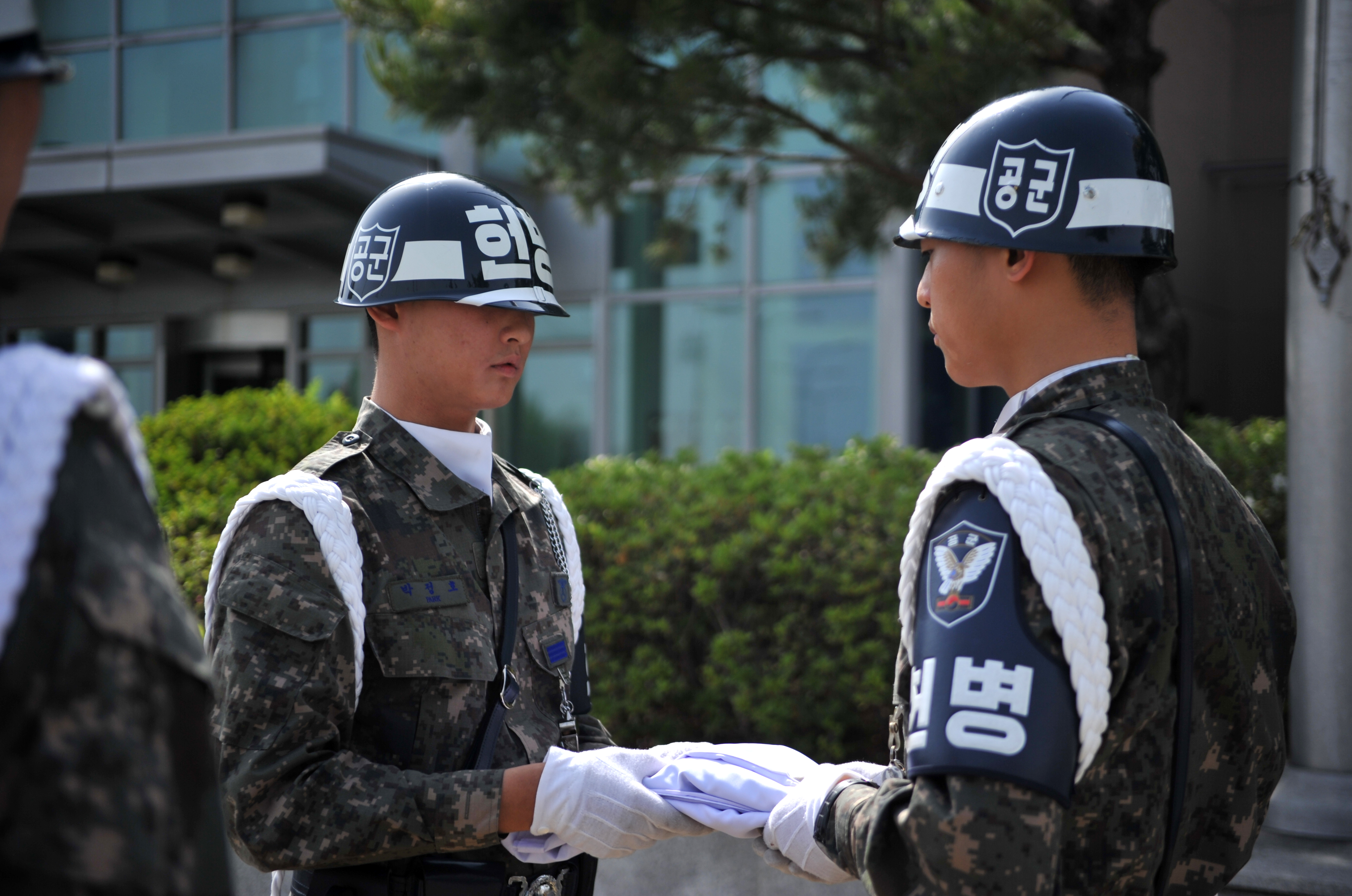
在烏山空軍基地摺疊韓國國旗的韓國空軍憲兵（2014年5月16日）

1960年10月10日，憲兵總司令部遭到解編，但陸海空各軍的憲兵部隊依然得以保留。朴正熙就任總統後，憲兵的政治角色逐漸淡化，相關職責移交到陸軍特務部隊的後繼機關——保安司令部之下[註3]:p315。此後的憲兵組織又經歷了數次變革，空軍本部於1979年始設憲兵監一職，後則與海軍各自建立軍種本部直轄的海軍憲兵團（해군헌병단）及空軍憲兵團（공군헌병단）。陸軍本部憲兵監室則在2006年4月1日更名為陸軍搜查團，以提升調查工作的科學性，團內由監察室、犯罪情報分析室及中央、地方搜查隊組成，同日陸軍人事司令部亦增設憲兵營運處（헌병운영처），代為接收憲兵監室原本的行政職能。2013年1月1日，陸軍搜查團遭到解編，由陸軍本部新設的憲兵室（헌병실，主官稱憲兵室長）取代。

#### 軍事警察時代（2020年以降）
截至2020年改稱軍事警察前的2019年，韓國憲兵員額約17,000餘人，當中陸軍6,000餘名，海軍4,000餘名，空軍7,000餘名。2020年2月5日，韓國國防部表示，憲兵之名稱隨著2月4日透過官報公告的《軍事法院法》修正法案，而正式變更為「軍事警察」。國防部調查本部則進一步表示，憲兵此一由日軍開始採用的名詞，在韓國仍殘留有「負面形象」，且憲兵一詞的意義侷限於執法和搜查，「無法正確表現該兵科現代任務日益多樣化的本體性」，遂決定取消這個使用了72年的兵科名稱。

## 職能
韓國軍警的業務除犯罪防治、科學調查等軍事司法警察任務外，尚包括發展教育訓練計畫、勤務相關法規制度，以及提供作戰支援、情報支援，並曾在越戰派兵、波斯灣戰爭、伊拉克戰爭及東帝汶、黎巴嫩等地的海外行動中調遣兵力前往當地執勤。韓國軍警亦在三八線共同警備區負責警戒任務，直接與朝鮮人民軍軍人對望。韓國政府在軍中執法部隊成立後，透過1961年《憲兵令》（헌병령）、1970年《憲兵武器使用令》（헌병무기사용령；總統令第4746號）和《各兵科士兵輔助憲兵職務之相關規定》（각병과사병의헌병직무보조 에관한규정；總統令第4747號）等法條來加以規範。